# Canton de Givry-en-Argonne
Le canton de Givry-en-Argonne est un ancien canton français situé dans le département de la Marne et la région Champagne-Ardenne.

## Géographie
Ce canton était organisé autour de Givry-en-Argonne dans l'arrondissement de Sainte-Menehould. 

## Histoire
Le canton s'appelait Dommartin-sur-Yèvre jusqu'en 1958.

## Représentation

### Conseillers généraux de 1833 à 2015
| Période | Période      | Identité                            | Étiquette                     | Qualité |
| ------- | ------------ | ----------------------------------- | ----------------------------- | --- |
| 1833    | 1842         | Nicolas Barrois                     |                               | Maire de Noirlieu (1814-1815 et 1831-1843) |
| 1842    | 1846         | Claude Antoine Auguste Josse-Cossus |                               | Notaire royal Propriétaire à Auve |
| 1846    | 1861 (décès) | Gustave Alfred Montaud              |                               | Membre du Conseil d'État, propriétaire à Paris |
| 1861    | 1866 (décès) | Ulysse Virgile Maucler              |                               | Propriétaire, instituteur, Saint-Mard-sur-Auve |
| 1867    | 1871         | Maurice Varin d'Épensival           | Bonapartiste                  | Propriétaire, cultivateur, éleveur de chevaux à Château-Renard, Givry-en-Argonne |
| 1871    | 1891 (décès) | Félix Antoine Appert (1817-1891)    | Conservateur                  | Général de brigade |
| 1891    | 1907         | Désiré Lefert                       | Républicain                   | Maire d'Auve, conseiller d'arrondissement |
| 1907    | 1916 (décès) | Charles Gaillemain                  |                               | Notaire, maire d'Epense |
| 1916    | 1919         | siège vacant                        |                               | |
| 1919    | 1940         | Henri Patizel                       | Rad.                          | Propriétaire agricole Sénateur de la Marne (1933-1941) Maire de Charmontois-le-Roi puis Givry-en-Argonne (1929-1959) Membre de la Commission administrative départementale (1941-1943) Nommé conseiller départemental en 1943 |
|         |              |                                     |                               | |
| 1945    | 1951         | Auguste Schwartzbrod                | MRP                           | Agriculteur à Rapsécourt |
| 1951    | 1970         | Jean Degraeve                       | RPF puis RS puis UNR puis UDR | Négociant en machines agricoles Député (1958-1978) Maire de Chalons-sur-Marne (1965-1973) |
| 1970    | 1977 (décès) | Pierre Leduc                        | CDP                           | Maire de La Neuville-aux-Bois |
| 1977    | 1988         | André Boivin                        | UDF-CDS                       | Maire de Dampierre-le-Château |
| 1988    | 2001         | Luc de Guizelin                     | DVD                           | Agriculteur Maire de La Neuville-aux-Bois (1971-2008) |
| 2001    | 2015         | Françoise Duchein                   | DVD puis UMP                  | Maire de Givry-en-Argonne (2001-2008) |

### Conseillers d'arrondissement (de 1833 à 1940)
Le canton de Dommartin-sur-Yèvre (Givry-en-Argonne) avait trois conseillers d'arrondissement jusqu'en 1926, puis deux jusqu'en 1940.
| Période                                  | Période              | Identité                               | Étiquette   | Qualité |
| ---------------------------------------- | -------------------- | -------------------------------------- | ----------- | --- |
| 1833                                     | 1842                 | Claude Antoine Josse (1789-1859)       |             | Notaire, maire d'Auve                                                                                       |
| 1833                                     | 18..                 | Nicolas Henry Varin d'Epensival        |             | Maire d'Épense                                                                                              |
| 1833                                     | 1848                 | Jules Pierre Varin                     |             | Notaire, maire de Givry                                                                                     |
| 1842                                     | 18..                 | M. Nolin                               |             | Officier de santé, propriétaire à Herpont                                                                   |
| 1848                                     | 1852                 | Claude Eugène Marie Auguste Josse fils |             | Juge suppléant à Sainte-Menehould                                                                           |
| 1852                                     |                      | M. Barrois                             |             | |
|                                          |                      |                                        |             | |
|                                          | 1891 (démission)     | Désiré Lefert                          | Républicain | Maire d'Auve                                                                                                |
|                                          |                      |                                        |             | |
| 1895                                     |                      | Jules Pouillot                         |             | Vétérinaire, délégué cantonal à Givry-en-Argonne                                                            |
| 1895                                     |                      | Théodore Jactat                        |             | Propriétaire, maire de Herpont                                                                              |
| 1895                                     |                      | Louis-Amédée Lambert                   |             | Propriétaire à Remicourt                                                                                    |
|                                          |                      |                                        |             | |
| 1910                                     | 1940                 | Lucien-Ernest Paradis                  | Rad.        | Vétérinaire, maire de Dampierre-au-Temple                                                                   |
| 1919                                     | 1931                 | François Evrard                        | Rad.        | Maire de Saint-Mard-sur-le-Mont                                                                             |
| 1919                                     | février 1936 (décès) | Charles Matry (1871-1936)              | Rad.        | Maire d'Herpont                                                                                             |
| 1931                                     | 1939 (décès)         | Gaston Lalancette (1887-1939)          | Rad.        | Équerreur, maire du Châtelier                                                                               |
| 1936                                     | 1940                 |                                        |             | |
| 1940                                     |                      |                                        |             | Les conseils d'arrondissement ont été suspendus par la loi du 12 octobre 1940 et n'ont jamais été réactivés |
| Les données manquantes sont à compléter. |                      |                                        |             | |

## Composition
Le canton de Givry-en-Argonne regroupait 23 communes et comptait 3 129 habitants (recensement de 1999 sans doubles comptes).
| Communes               | Population (2012) | Code postal | Code Insee |
| ---------------------- | ----------------- | ----------- | ---------- |
| Auve                   | 219               | 51800       | 51027      |
| Belval-en-Argonne      | 47                | 51330       | 51047      |
| Les Charmontois        | 151               | 51330       | 51132      |
| Le Châtelier           | 88                | 51330       | 51133      |
| Le Chemin              | 40                | 51800       | 51143      |
| Contault               | 65                | 51330       | 51166      |
| Dampierre-le-Château   | 116               | 51330       | 51206      |
| Dommartin-Varimont     | 125               | 51330       | 51214      |
| Éclaires               | 79                | 51800       | 51222      |
| Épense                 | 85                | 51330       | 51229      |
| Givry-en-Argonne       | 491               | 51330       | 51272      |
| Herpont                | 128               | 51460       | 51292      |
| La Neuville-aux-Bois   | 162               | 51330       | 51397      |
| Noirlieu               | 124               | 51330       | 51404      |
| Rapsécourt             | 30                | 51330       | 51452      |
| Remicourt              | 70                | 51330       | 51456      |
| Saint-Mard-sur-Auve    | 67                | 51800       | 51498      |
| Saint-Mard-sur-le-Mont | 104               | 51330       | 51500      |
| Saint-Remy-sur-Bussy   | 301               | 51600       | 51515      |
| Sivry-Ante             | 187               | 51800       | 51537      |
| Somme-Yèvre            | 113               | 51330       | 51549      |
| Tilloy-et-Bellay       | 234               | 51460       | 51572      |
| Le Vieil-Dampierre     | 103               | 51330       | 51619      |

## Démographie
| 1962  | 1968  | 1975  | 1982  | 1990  | 1999  | 2009 |
| ----- | ----- | ----- | ----- | ----- | ----- | ---- |
| 3 297 | 3 863 | 3 324 | 3 279 | 3 192 | 3 129 | -    |